# Youth & Young Manhood/Aha Shake Heartbreak
Youth & Young Manhood/Aha Shake Heartbreak – pierwsza kompilacja amerykańskiego rockowego zespołu Kings of Leon wydana 2 października 2006 roku. Wydawnictwo zawiera dwa pierwsze albumy studyjne zespołu wraz z bonusowymi utworami, czyli: Youth and Young Manhood i Aha Shake Heartbreak.

## Zawartość

### Youth and Young Manhood
1. "Red Morning Light" – 2:59
2. "Happy Alone" – 3:59
3. "Wasted Time" – 2:45
4. "Joe's Head" – 3:21
5. "Trani" – 5:01
6. "California Waiting" – 3:29
7. "Spiral Staircase" – 2:54
8. "Molly's Chambers" – 2:15
9. "Genius" – 2:48
10. "Dusty" – 4:20
11. "Holy Roller Novocaine" – 4:01 / "Talihina Sky" (utwór dodatkowy) – 3:48

### Aha Shake Heartbreak
1. "Slow Night, So Long" – 3:54
2. "King of the Rodeo" – 2:25
3. "Taper Jean Girl" – 3:05
4. "Pistol of Fire" – 2:20
5. "Milk" – 4:00
6. "The Bucket" – 2:55
7. "Soft" – 2:59
8. "Razz" – 2:15
9. "Day Old Blues" - 3:33
10. "Four Kicks" - 2:09
11. "Velvet Snow" - 2:11
12. "Rememo" - 3:23
13. "Where Nobody Knows" (utwór dodatkowy) - 2:24

## Pozycje na listach przebojów
| Kraj            | Lista (2009)       | Najwyższa pozycja | Status      |
| --------------- | ------------------ | ----------------- | ----------- |
| Australia       | ARIA Charts        | —                 | złota płyta |
| Irlandia        | Irish Albums Chart | 38                | —           |
| Wielka Brytania | UK Albums Chart    | 67                | —           |